# Werda
Werda település Németországban, azon belül Szászország tartományban. Lakosainak száma 1465 fő (2023. december 31.). Werda Tirpersdorf, Schöneck/Vogtland, Neustadt/Vogtl. és Bergen községekkel határos.

## Népesség
A település népességének változása:
| Lakosok száma | 603  | 1402 | 1330 | 1023 | 1816 | 1762 | 1687 | 1557 | 1484 | 1465 |
|               | 1834 | 1925 | 1964 | 1993 | 1997 | 2003 | 2007 | 2011 | 2017 | 2023 |